# کاترینا بیلوکور
کاترینا بیلوکور (اوکراینی: Катерина Василівна Білокур؛ december 7 [سبک قدیمی: november 24] 1900 – ۹ ژوئن ۱۹۶۱) نقاش اهل امپراتوری روسیه بود.